# Tanjung Pauh Hilir
Tanjung Pauh Hilir is een bestuurslaag in het regentschap Kerinci van de provincie Jambi, Indonesië. Tanjung Pauh Hilir telt 1276 inwoners (volkstelling 2010).